# Тачановский, Владислав Казимирович
Владислав Казимирович Тачановский (пол. Władysław Taczanowski, 1 марта 1819, Яблонна Люблинской губернии — 17 января 1890, Варшава) — российский зоолог польского происхождения.

## Биография
Кончил курс в Люблинской губернской гимназии в 1838 году. 
В 1852 году поступил на службу чиновником особых поручении при радомском губернаторе для составления коллекций по фауне Радомской и Люблинской губерний.
В 1855 году Тачановский получил место хранителя при Варшавском зоологическом кабинете. Вначале он принялся за изучение орнитологической и маммалогической фауны Царства Польского. Все коллекции, собранные Дыбовским, Годлевским и Ельским в Сибири и Кайенне, доставлялись Тачановскому, который и занялся изучением орнитофауны этих стран, а также и пауков Кайенны.
Графы Броницкие, совершившие путешествие к верховьям Нила в 1863 г., доставили ему богатый научный материал и устроили для него поездку в Алжир. Таким образом Тачановский получил возможность написать обширные сочинения о птицах Сибири и Перу. Кроме того, он посвятил много времени изучению пауков. Тачановский много потрудился для обогащения варшавского зоологического музея.

## Память
Шарль Обертюр по сборам Михаила Янковского с острова Аскольд (Приморский край, Россия) назвал два новых вида бабочек в честь Владислава Тачановского:
- Pelurga taczanowskiaria (Oberthur, 1880) (Geometridae)
- Ptilodon ladislai (Oberthur, 1879) (Notodontidae).

Также в его честь называются узкоареальная перуанская птица-поганка (Поганка Тачановского) и целый ряд других видов птиц и рыб.

## Главнейшие труды
- Liste des vertébrés de Pologne (Bulletin de la Soc. Zool. de France, 1877);
- Description d’un nouveau Cerf tacheté du pays d’Ussuri méridional, Cervus Dybowskii (Proceedings of the Zoological Society of London, 1876);
- Хищные птицы Царства Польского (Варшава, 1860);
- Uebersicht der Vögel die in Algerien, Provinz Constantine, während der Reise von Ende November 1866 bis Ende 1867 gesammelt und beobachtet wurde (Journal für Ornithologie, 1870);
- Notiz über die ostsibirischen Numenius-Arten (ib., 1870);
- Сравнительный обзор орнитологической фауны Средней Европы и Юго-Вост. Сибири (Киев, 1872);
- Revue critique de la faune ornithologique de la Siberie orientale (Bulletin de la Soc. Zool. de France, 1876 и 1877);
- Notice sur quelques oiseaux du Turkestan (Proceed. of the Zoolog. Soc. of London, 1879);
- Liste des oiseaux recueillis par M. Jankowski dans l' île d’Askold (Mantshourie) (Bulletin de la Soc. Zoolog. de France, 1878);
- Liste des oiseaux recueillis par le D-r Dybowski au Kamtschatka et dans les l'îles Comandores (ib., 1882);
- Liste des oiseux reçus récemment du sud-ouest du pays Oussourien (ib., 1885);
- Liste des oiseaux recueillis au nord du Pérou par M. M. Stolzman et Jelski en 1878 и 1879;
- Description des espèces nouvelles de la collection pérouvienne de M. le D-r Raimondi de Lima (ib., 1883);
- Ornithologie du Pérou. Rennes (1884—1886);
- Список пауков, найденных в окрестностях Варшавы 1865 г. (Известия Варшавской Главной школы, № 5, Варшава, 1866);
- Les Araneides de la Gruyane française (Horae Societatis Entomologicae Rossicae, т. VIII, IX, X);
- Les araneides du Pérou (Bulletin de la Soc. des Natural. de Moscou, 1878).